# Anatolij Karanovič
Anatolij Karanovič (San Pietroburgo, 23 giugno 1911 – Mosca, 5 luglio 1976) è stato un regista sovietico.

## Filmografia parziale

### Regista
- Otvažnyj Robin Gud (1970)
- Majakovskij smeёtsja (1975)